# Devon
Devon – hrabstwo administracyjne (niemetropolitalne), ceremonialne i historyczne w Anglii, w regionie South West England, położone we wschodniej części Półwyspu Kornwalijskiego, pomiędzy Kornwalią na zachodzie a hrabstwami Somerset i Dorset na wschodzie. Jest jedynym hrabstwem położonym nad dwoma akwenami morskimi – kanałem La Manche na południu i Kanałem Bristolskim na północy – z oddzielną linią brzegową. Granice hrabstwa administracyjnego są tożsame z hrabstwem ceremonialnym z wyłączeniem Plymouth i Torbay, które stanowią osobne jednostki administracyjne.
Hrabstwo ceremonialne zajmuje powierzchnię 3485 km² i jest czwartym pod względem wielkości w Anglii, podczas gdy hrabstwo administracyjne liczy 3255 km² i jest trzecie pod względem wielkości. Liczba ludności hrabstwa ceremonialnego wynosi 1 133 800, a administracyjnego – 746 400 (2011). Stolicą hrabstwa jest Exeter, położony na wschodzie.
Gospodarka Devonu w dużym stopniu opiera się na rolnictwie i turystyce. Największym miastem jest Plymouth, będący jednym z dwóch miast w hrabstwie (obok Exeteru) posiadających status city, zlokalizowany na południowo-zachodnim krańcu hrabstwa. Kolejnym większym ośrodkiem miejskim jest konurbacja Torbay na południowym wybrzeżu, w skład której wchodzą miasta Torquay, Paignton i Brixham, będąca ważnym ośrodkiem turystycznym.
Na terenie hrabstwa znajdują się dwa parki narodowe – Dartmoor oraz (częściowo) Exmoor, a także wpisany na listę światowego dziedzictwa UNESCO fragment wybrzeża zwany Jurassic Coast.

## Podział administracyjny
Hrabstwo Devon podzielone jest na osiem dystryktów. W skład hrabstwa ceremonialnego wchodzą dodatkowo dwa dystrykty typu unitary authority:

1. Exeter
2. East Devon
3. Mid Devon
4. North Devon
5. Torridge
6. West Devon
7. South Hams
8. Teignbridge
9. Plymouth (unitary authority)
10. Torbay (unitary authority)

## Symbole hrabstwa

### Flaga
Flaga hrabstwa – biały krzyż z czarną obwódką na zielonym tle – powstała w roku 2003 jako pokłosie konkursu rozpisanego przez BBC Devon. Wprowadzenie flagi motywowano koniecznością promowania regionu, zwłaszcza w turystyce. Zwycięski projekt opracował Ryan Selly, a zyskał on uznanie 49% głosujących. Użyte we fladze kolory – zielony, czarny i biały – są tradycyjnie przypisywane Devonowi. Patronem flagi został lokalny święty, św. Petroc. Oficjalnie po raz pierwszy wystawiono flagę 17 października 2006 podczas święta demokracji. Władze lokalne polecają czcić flagą 30 dni w roku, głównie podczas świąt lokalnych. Flagę kontestowali nacjonaliści z Kornwalii, upatrując w niej próbę zagarnięcia symboliki tego regionu.